# La Escala
La Escala (en catalán y oficialmente L'Escala) es una localidad y municipio español situado en la parte suroriental de la comarca del Alto Ampurdán, en la provincia de Gerona, comunidad autónoma de Cataluña. A orillas del mar Mediterráneo, este municipio limita con los de San Pedro Pescador, La Armentera, Ventalló, Villadamat, Albóns, Bellcaire y Torroella de Montgrí.
El municipio escalense comprende los núcleos de población de La Escala —capital municipal—, Las Corts de Ampurias (Les Corts), Camps dels Pilans, Ampurias (Empúries), La Palanca, San Martín de Ampurias (Sant Martí d'Empúries), La Coma y Sinclaus (Cinc Claus).
En su término se hallan las ruinas de la antigua ciudad greco-romana de Ampurias. En 2022 contaba con una población de 10520 habitantes (INE).

## Toponimia
El topónimo deriva del latín Scala, denominación muy común en todo el mediterráneo oriental para referirse a un puerto o muelle que es refugio habitual de embarcaciones.

## Historia
Aparte de unas escasas evidencias remontables a la época neolítica, el poblamiento efectivo de la zona se dio alrededor del siglo IX a. C., ya en el Bronce Final. En el siglo IV a. C. un grupo de griegos, procedentes de Focea, establecen la primera colonia de Ampurias (Ἐμπόριον, 'Emporion') en el actual San Martín de Ampurias, entonces una isla unida por un estrecho istmo a tierra firme. Dicha colonia se trasladó posteriormente a tierra firme y, alrededor del siglo II a. C. los romanos establecieron, un poco al oeste de la ciudad griega, una nueva ciudad de planta rectangular, mucho mayor que la anterior, aunque acabarían fusionándose. Todo el conjunto, excepto la Paleópolis (San Martín de Ampurias), se abandona hacia finales del siglo III, ya que, a causa del declive del Imperio romano, la población se ruraliza y se desplaza a lugares más fácilmente defendibles.
El núcleo de San Martín fue sede episcopal visigoda y capital del condado de Ampurias hasta el siglo XI, cuando la capitalidad se trasladó a Castellón de Ampurias. Alrededor del siglo XVI el antiguo puerto de Ampurias se había llenado de sedimentos y era ya muy impracticable, por lo que un grupo de pescadores de San Martín se desplazaron a la actual localización de La Escala, fundando lo que se convertiría en la actual localidad. El núcleo aparece citado en este siglo como un pequeño puerto de pesca y cabotaje, dependiente todavía de la villa de Ampurias (San Martín). El núcleo fue consolidándose a lo largo del siglo XVII, consiguiendo en 1680 construir una iglesia propia para el Puerto de la Escala de la villa de Ampurias. A partir de entonces experimenta un rápido crecimiento, favorecido por una inmigración comarcal atraída por los puestos de trabajo que generan la aduana marítima, la pesca, las atarazanas, el salazón, los cultivos y la exportación de vino, hasta el punto de que en 1766 La Escala se convierte en villa y capital municipal, en detrimento de San Martín de Ampurias.
A principios del siglo XX se inicia una notable actividad política y cultural, con el Ateneo de Arte y Cultura, el Centro de Juventud, los grupos de sardanas, los juegos florales, etc. La guerra civil supondrá un parón a todos estos movimientos, resultando además la localidad bombardeada por la aviación italiana. La economía se mantuvo principalmente en la agricultura y la pesca hasta la década de 1960, en que el auge del turismo hizo dar un vuelco a la economía. Las pequeñas empresas desaparecieron a favor de la construcción, el comercio y la industria del salazón de la anchoa, que actualmente posee denominación de calidad.

## Demografía
La Escala cuenta con una población de 10 429 habitantes (INE 2024).
| Gráfica de evolución demográfica de La Escala entre 1842 y 2021                                                     |
| |
| Población de derecho según los censos de población del INE Población de hecho según los censos de población del INE |

| Nacionalidad | Hombres | Mujeres | Total | %      | Proporción |
| ------------ | ------- | ------- | ----- | ------ | ---------- |
| Española     | 3652    | 3625    | 7277  | 69.1 % |            |
| Extranjera   | 1670    | 1573    | 3243  | 30.8 % |            |

La gran mayoría de la población vivía en el núcleo de La Escala y el resto en unidades poblacionales que se encuentran esparcidas por el término municipal, distribuidas como sigue:
| Unidad de población    | Habitantes | Coordenadas                                      | Distancia (km) |
| ---------------------- | ---------- | ------------------------------------------------ | -------------- |
| Sinclaus               | 1          | 42°8′0″N 3°6′0″E / 42.13333, 3.10000             | 3              |
| La Coma                | 5          |                                                  |                |
| Ampurias               | 136        | 42°8′0″N 3°7′0″E / 42.13333, 3.11667             | 0,5            |
| La Palanca             | 56         |                                                  |                |
| San Martín de Ampurias | 61         | 42°8′0″N 3°7′0″E / 42.13333, 3.11667             | 3              |
| Las Corts de Ampurias  | 396        | 42°7′0″N 3°7′0″E / 42.11667, 3.11667             | 0,5            |
| Camps dels Pilans      | 389        |                                                  |                |
| La Escala (núcleo)     | 9607       | 42°7′29.19″N 3°7′54.75″E / 42.1247750, 3.1318750 | -              |

## Comunicaciones
Por el municipio de La Escala circulan las siguientes carreteras:
| GI-623 Enlaza La Escala con la AP-7 a la altura de Orriols.  |
| GI-632 Enlaza La Escala con la C-31 a la altura de Ullá.     |
| GIP-6307 Enlaza la GI-623 con San Martín de Ampurias.        |
| GIV-6322 Enlaza La Escala con la C-31 a la altura de Albons. |

## Monumentos y lugares de interés

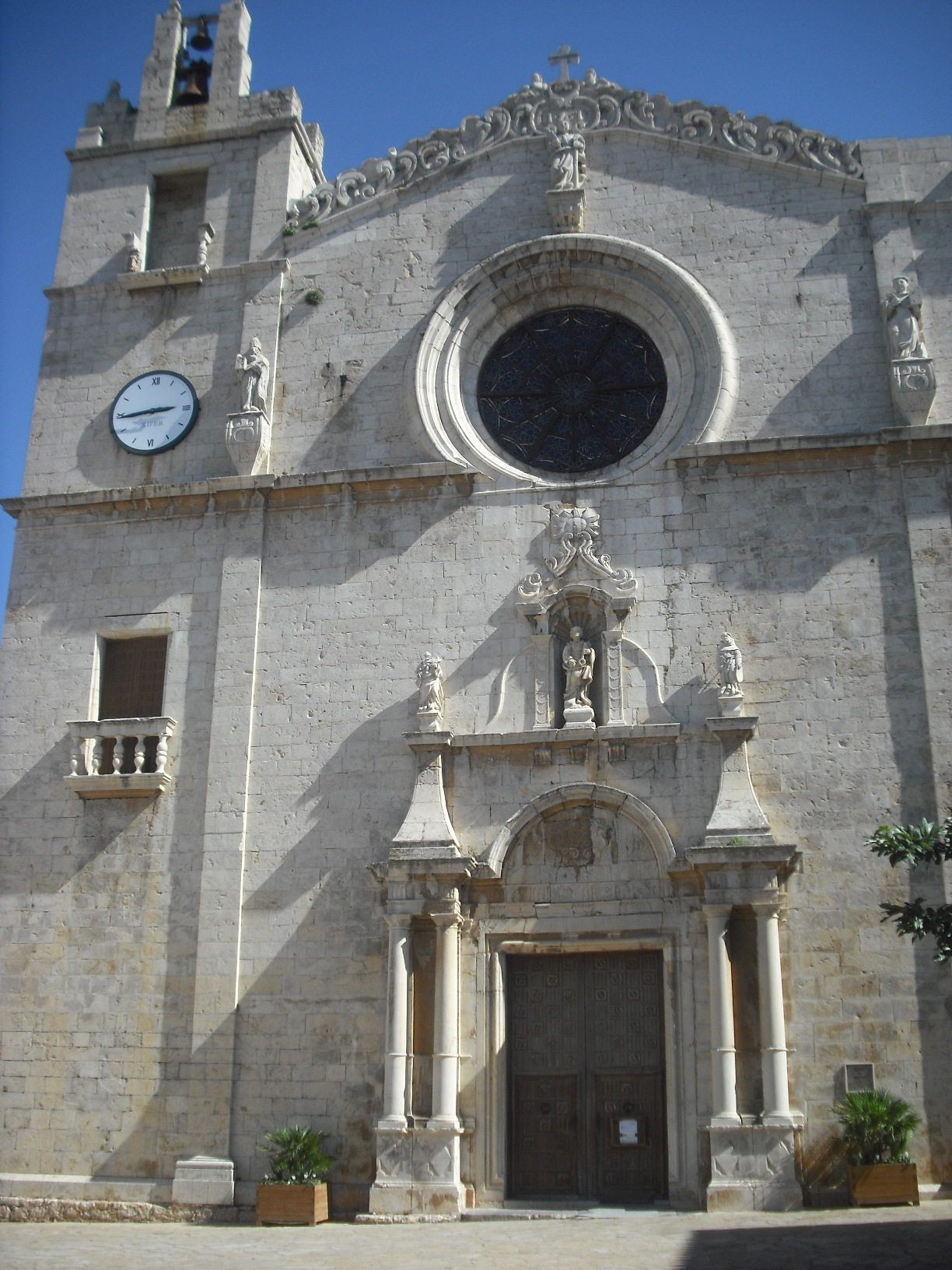
Iglesia de San Pedro.

### Patrimonio arquitectónico
Iglesia parroquial de San Pedro (Església parroquial de Sant Pere): Data del siglo XVIII.

### Playas

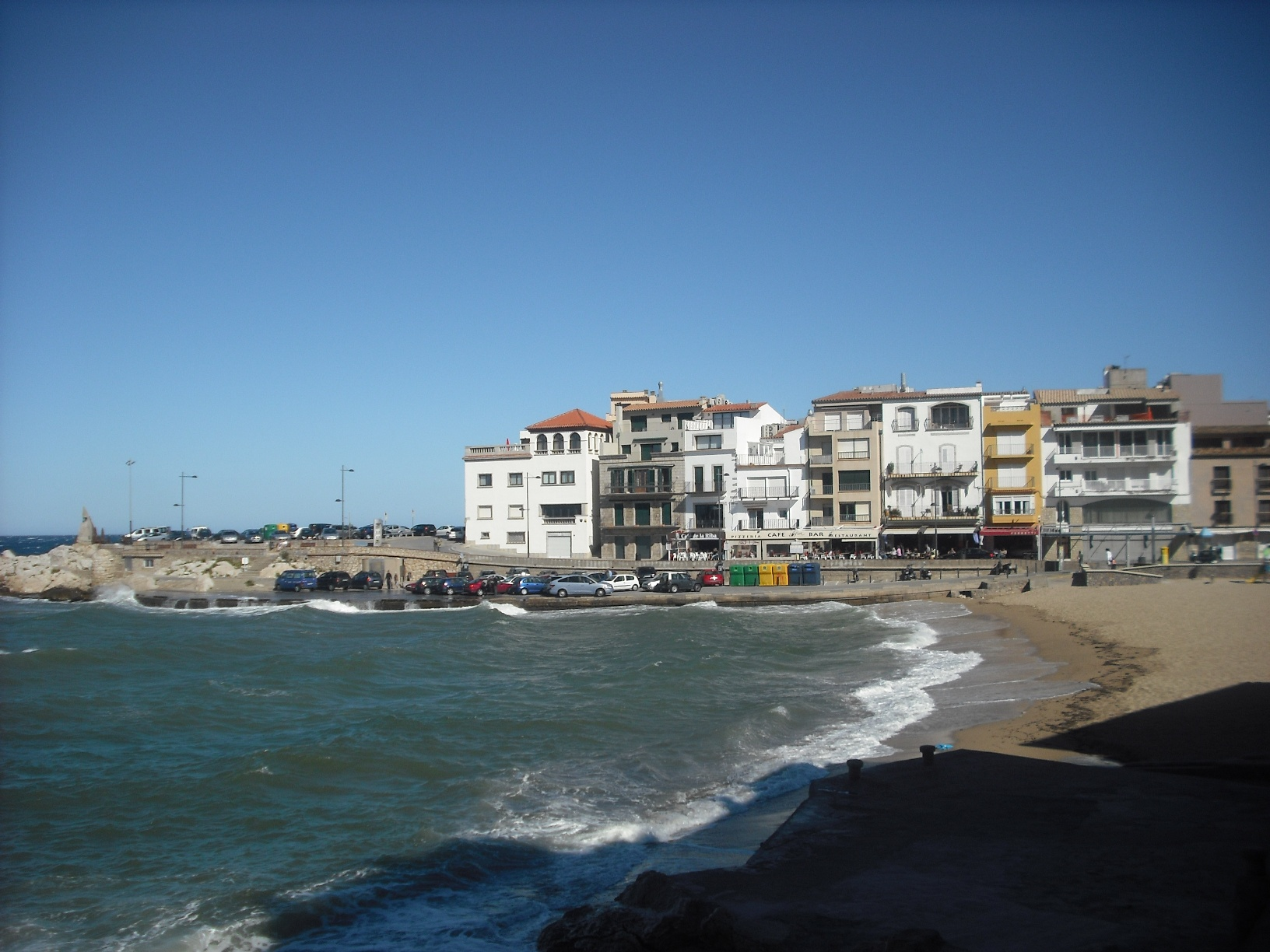
Playa de La Escala.

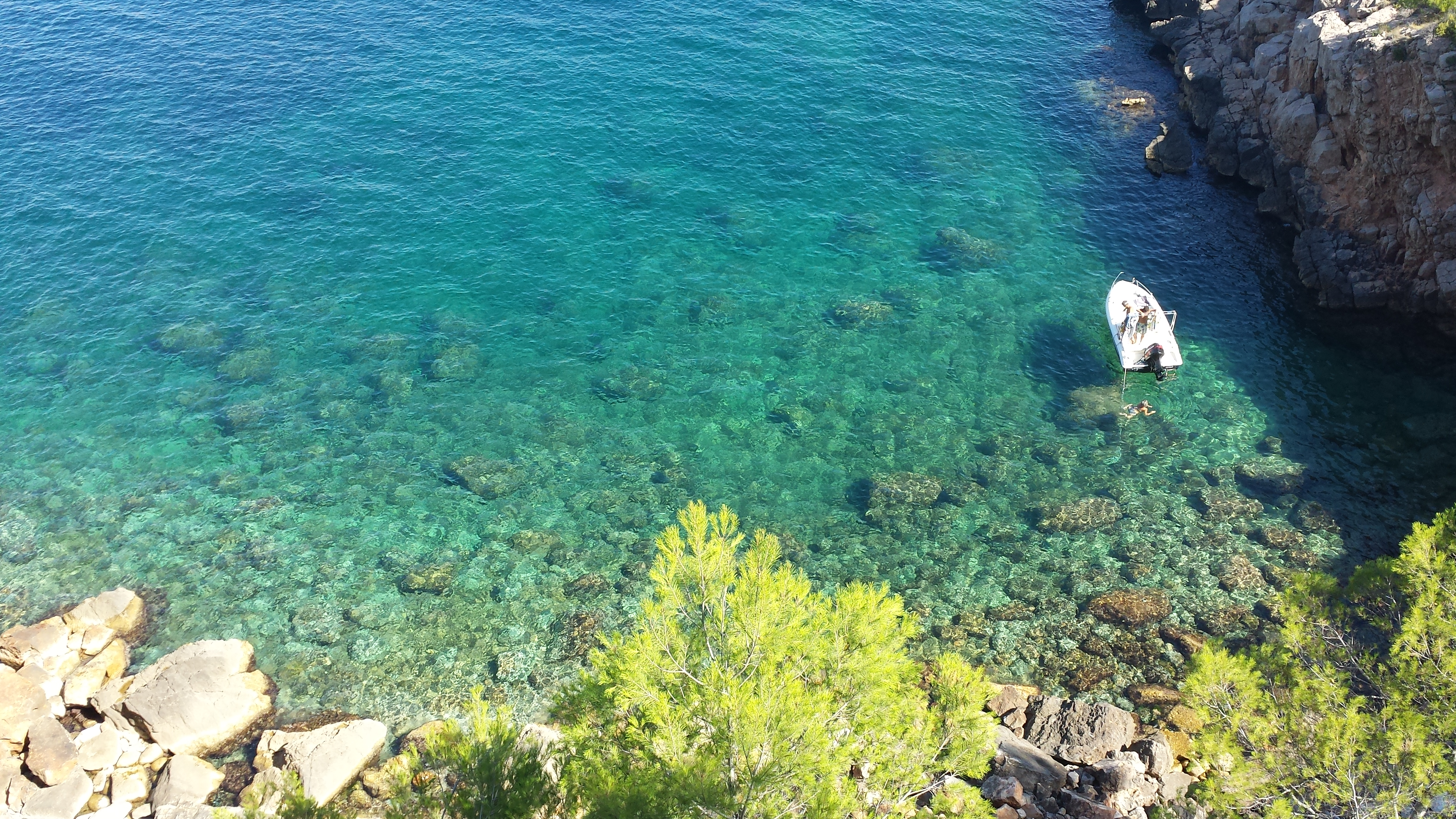
Detalle de una de las calas dentro de Cala Montgó.

El municipio dispone de gran cantidad de calas y playas aptas para el baño, equipadas con duchas y otros servicios. En el núcleo antiguo hay una playa "La Plaja" (antiguamente puerto natural para abrigo de las barcas de pesca) y una cala "Port d'en Perris". Las más grandes son la de Riells, Cala Montgó y las playas de Ampurias (La Vaixella, el Portitxol, les Muscleres (esta, delante del yacimiento arqueológico), la del Moll Grec y la del Riuet).
La playa de Riells es la primera en Europa donde está prohibido fumar; su paseo marítimo está dedicado a la obra "El Principito" d'Antoine de Saint-Éxupery. Al final de la playa encontramos el puerto pesquero y deportivo de la Clota.[cita requerida]

## Cultura

### Museos
- Museo de Arqueología de Cataluña-Ampurias: situado en el recinto de las ruinas de Ampurias, contiene una exposición monográfica sobre las ruinas y expone algunos de los hallazgos allí encontrados, entre los que destaca la estatua de Asclepio.[8]
- Museo de la Anchoa y de la Sal:[15] situado en la Av. Francesc Maciá, dispone de una exposición permanente dividida temáticamente en 5 salas,[16] y también de exposiciones temporales.[17]
- Centro de interpretación del pez (MARAM):[18] el centro de interpretación del Pez de la Escala nos acerca al mundo de la pesca de una forma visual e interactiva. Situado en un singular entorno en el puerto pesquero, el centro ofrece la posibilidad de conocer el día a día del pescador, las barcas, las artes de pesca tradicionales como el palangre, el cerco, las artes menores y la subasta del pescado.
- Museo de la Moto: la colección Vicenç Folgado no pretende nada en particular, solo mostrarnos una recopilación de objetos variados y curiosos que han sido conseguidos durante los años de una vida deportiva muy intensa por todo el mundo.
- Sala de exposiciones de la Casa Forestal: acoge cada año de julio hasta a final de septiembre una exposición relacionada con el Museo de Arqueología de Cataluña-Ampurias.

### Fiestas
- Fiesta del Carmen: se celebra el 16 de julio con la traída de la virgen por mar hasta la localidad. El mismo día se celebra desde el año 1952 el Homenaje a la Vejez con una procesión de los homenajeados acompañando la figura de la Virgen hasta la iglesia y la realización, en esta plaza, de una alfombra con sal teñida.[19]
- Fiesta de la anchoa: se celebra en octubre,[19]
- Fiesta de la Sal: se celebra en el mes de septiembre a fin de rememorar el desembarco de sal que llegaba por mar a la Costa Brava.[20]
- Fiesta mayor: se celebra, en honor de Santa Máxima, patrona de la población, el 2 de septiembre.[19][20]
- Triumvirat Mediterrani: se trata de un mercado grecorromano que se celebra en junio junto con una muestra de gastronomía grecorromana.[19]
- Viacrucis Vivent: más que una fiesta es la representación de la Pasión de Cristo. Tiene lugar el Viernes Santo, desde el 2009, con la intención de recuperar la procesión que tenía lugar antiguamente este día. Empieza con la escena de la Sentencia en la plaza de la iglesia y termina con la crucifixión en el paraje natural de la "Mar d'en Manassa" con la figura de la Roca del Cargol de fondo.
- Viacrucis Vivent: más que una fiesta es la representación de la Pasión de Cristo. Tiene lugar el Viernes Santo, desde el 2009, con la intención de recuperar la procesión que tenía lugar antiguamente este día. Empieza con la escena de la Sentencia en la plaza de la Iglesia y termina con la crucifixión en el paraje natural de la "Mar d'en Manassa" con la figura de la Roca del Cargol de fondo.

### Gastronomía
El principal producto de La Escala, con diferencia, son las anchoas saladas.